# Władysław Czachórski

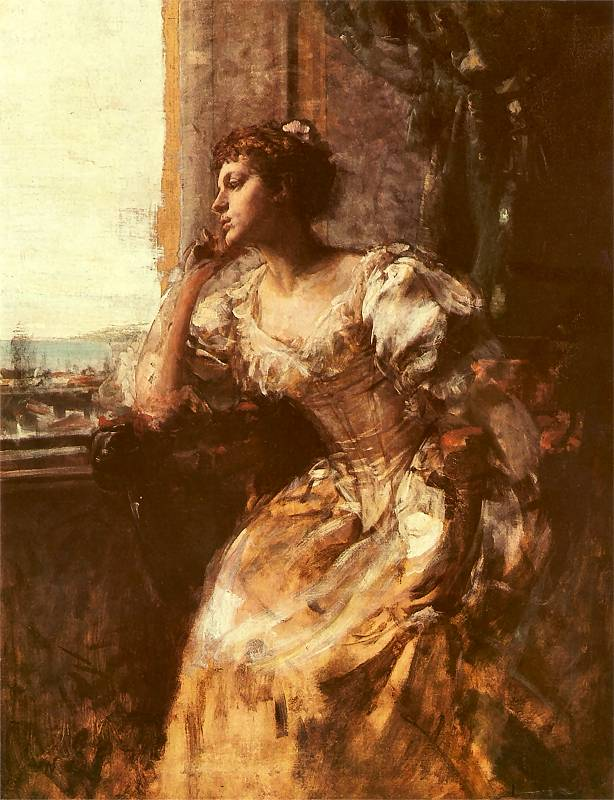
Dama przy oknie, ok. 1875, Muzeum Narodowe w Poznaniu

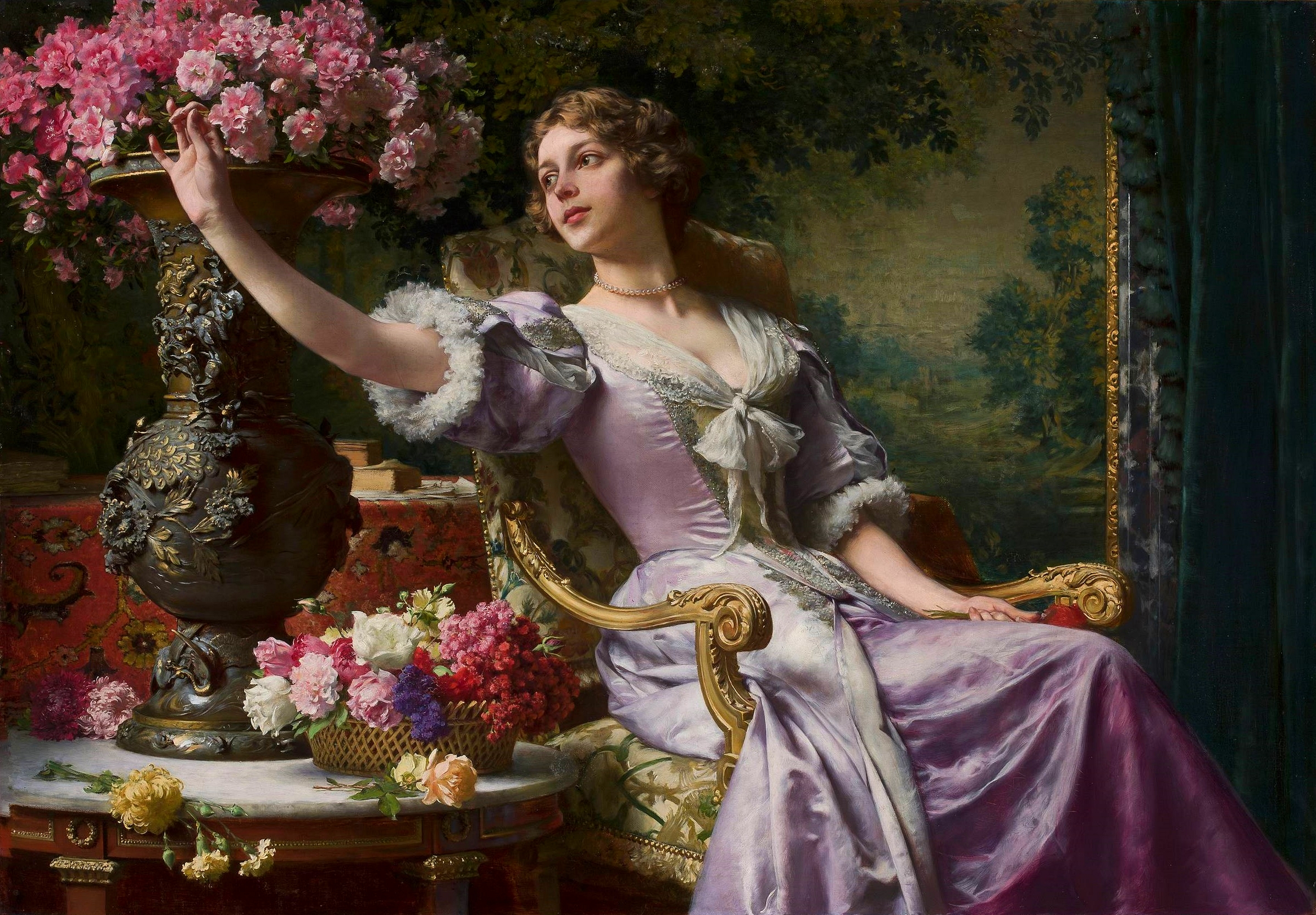
Dama w liliowej sukni, ok. 1903, Muzeum Narodowe w Warszawie

Władysław Czachórski (ur. 22 września 1850 w Lublinie, zm. 13 stycznia 1911 w Monachium) – polski malarz akademicki.

## Życiorys
Uczył się w latach 1866–1867 Warszawie w Klasie Rysunkowej u Rafała Hadziewicza, następnie w Dreźnie (1868) i w Akademii Sztuk Pięknych w Monachium (1869-1873: Naturklasse – immatrykulacja 12 X 1869 r.). Podróżował po Włoszech i Francji w latach 1874–1877. W roku 1879 na stałe osiadł w Monachium, gdzie zdobył uznanie i został honorowym profesorem miejscowej Akademii Sztuk Pięknych.
Czachórski malował sceny rodzajowe, portrety, martwe natury i obrazy o tematyce szekspirowskiej. Pozostawał pod wpływem malarstwa holenderskiego (G. Terborch). Szczególne uznanie u współczesnych przyniosły mu wizerunki kobiet na tle bogatych wnętrz, przedstawiane z fotograficzną dokładnością. Osiągnął znaczny sukces artystyczny i finansowy, jego obrazy były zamawiane nawet z dwuletnim wyprzedzeniem. Współcześni nazywali go ozdobą polskiego malarstwa.
Był odznaczony bawarskim Orderem św. Michała.

## Kontrowersje
Część krytyków po śmierci artysty zarzucała mu komercyjne podejście do sztuki, kosmopolityzm i zmarnowanie talentu (m.in. Eligiusz Niewiadomski w 1923 r.). Obecnie obrazy Czachórskiego cieszą się dużym powodzeniem na rynku antykwarycznym i osiągają wysokie ceny.

## Wybrane prace
- Wstąpienie do klasztoru
- Hamlet z aktorami (1874)
- W pracowni malarskiej(1886)[8]